# Selbstversuch (Film)
Selbstversuch ist ein im Auftrag des Fernsehens der DDR hergestellter Spielfilm der DEFA von Peter Vogel, nach der gleichnamigen Erzählung von Christa Wolf aus dem Jahr 1972, der 1990 von DFF 1 gesendet wurde.

## Handlung
Johanna hat (im Jahr 2000) ihr wissenschaftliches Studium erfolgreich absolviert. Bereits in der Studienzeit hat sie von den beabsichtigten Versuchen ihres Dozenten, Professor Peter, gehört, der durch Geschlechtsumwandlungen Frauen zu Männern machen will. Da sie in ihn verliebt und auch an dem Thema interessiert ist, bewirbt sie sich an seinem Institut für Humanhormonetik und wird wirklich dort eingestellt. Im Privatleben hat Johanna eine Abneigung gegen chauvinistisch geprägte Männer; trotzdem lässt sie sich auf ein Verhältnis zu ihrem Kollegen Bertram ein, was sie aber nicht daran hindert, sich als Versuchsperson für die erste Geschlechtsumwandlung zu bewerben. Einen Einblick erhält sie durch die laufende Tierversuchsserie an Affen, die auch von ihr mit betreut wird. Trotzdem festigt sich in ihr der Wunsch, an dem Experiment teilzunehmen.
In einem nicht ungefährlichen Selbstversuch lässt sich Johanna das Mittel Petersein masculinum 199 spritzen, wodurch sie zeitweilig in einen Mann verwandelt wird. Der Versuch geht positiv aus, sie bzw. jetzt „er“ bekommt neue Papiere auf den Namen Johann Anders. Allerdings verläuft der Prozess der Umwandlung widersprüchlich, denn seine weiblichen Erinnerungen kann er nicht völlig verdrängen, obwohl er sich in seinem Aussehen als Mann gefällt. Auch deshalb gewöhnt er sich langsam an das neue Leben. Täglich muss Johann Tests über sich ergehen lassen und auch über seine Gefühle und Empfindungen ein Tonbandprotokoll führen. Am 29. Tag seines Lebens als Mann hat er ein einschneidendes Erlebnis. Er lernt eine junge Frau kennen, lädt sie zum Eis in ein Café ein und geht, nach ihrer Aufforderung, mit zu ihr. Vor ihrem Haus erkennt er, dass hier Professor Peter wohnt. Als beide in der Wohnung eintreffen, stellt er fest, dass diese tatsächlich dem Chef gehört und die junge Frau seine Tochter ist. Bei einem Gespräch am Kaffeetisch mit der Familie erkennt Johann, dass das Experiment ein barbarischer Unsinn ist und beschließt, es sofort zu beenden, um in der Zukunft wieder als Frau leben zu können.

## Produktion
Selbstversuch wurde 1989 auf ORWO-Color gedreht und hatte seine Erstausstrahlung am 21. Januar 1990 im 1. Programm des Fernsehens der DDR (DFF 1). Bereits am 9. Januar 1990 erfolgte eine Voraufführung im Konrad-Wolf-Saal der Akademie der Künste der DDR in Berlin. Im ZDF wurde der Film am 13. Mai 1990 gesendet. Die Dramaturgie des Films lag in den Händen von Alfried Nehring, das Szenarium wurde gemeinsam von Eberhard Görner und Peter Vogel erarbeitet. Die gleichnamige Erzählung von Christa Wolf erschien 1974, im beim Aufbau-Verlag herausgegebenen Prosa-Bändchen „Unter den Linden“.

## Kritik
Klaus M. Fiedler fand in der Neuen Zeit, dass der Film sich nur schwer dem Betrachter erschloss. Mit seiner kühlen Figurenzeichnung stelle er zu vieles als gegeben hin. Es könne keine Identifikation stattfinden, da manche Haltung und Handlung unmotiviert erschien.
Für Christel Berger von der Berliner Zeitung habe Johanna Schall als Hauptdarstellerin mit ihrer Darstellung die breite Palette der vorhandenen Möglichkeiten exzellent vorgeführt. Nach ihrer Meinung waren die beteiligten Männer im Vergleich zu Schall und auch zur Schauspielerin Katrin Klein arg beschränkt.
Das Lexikon des internationalen Films empfindet, dass dieser Fernsehfilm sich kammerspielartig mit moralischen Fragen der Wissenschaft auseinandersetze.
Christa Wolf, auf deren Literaturvorlage der Fernsehfilm beruht, sagt, der Film sei „eigentlich eine Liebesgeschichte, die Geschichte einer unerwiderten Liebe, einer Liebe, in der der Partner sich nicht als fähig erweist, Liebe zu empfinden“ und äußerte sich dazu auch mit den Worten: „Mich beschäftigt seit langem die Frage […] wie kommt es eigentlich zu diesem Gefühlsdefizit, besonders bei den Männern?“